# صالح بن عبد الرحمن الحصين
صالح بن عبد الرحمن الحصين التميمي (1351- 1434 هـ / 1932- 2013 م) الرئيس العام لشؤون المسجد الحرام والمسجد النبوي من عام 2002 إلى 2012م. وعُين عضوًا في هيئة كبار العلماء في السعودية، ووزيرَ الدولة عضو مجلس الوزراء.

## ولادته وتحصيله
ولد الشيخ صالح الحصين في محافظة شقراء، في عام 1351 هـ/ 1932 م. درس الابتدائية بها عام 1364هـ، ثم انتقل للدراسة بدار التوحيد بالطائف ومكث فيها من عام 1366هـ إلى عام 1370هـ. 
ثم انتقل إلى مكة المكرمة حيث أكمل دراسته الجامعية بكلية الشريعة بمكة المكرمة ثم حصل على ماجستير في الدراسات القانونية من جامعة القاهرة بمصر، ودرس بها من عام 1371 هـ إلى عام 1374 هـ. عمل مدرسا بالمرحلة الابتدائية وذلك عام 1368هـ كما عمل مدرسا بمعهد الرياض العلمي عام 1373 هـ واستمر به إلى عام 1375هـ.

## عمله ومناصبه
عين مستشاراً قانونيا بوزارة المالية والاقتصاد الوطني في الفترة من 1380هـ إلى عام 1391هـ. بعد ذلك عين وزيراً للدولة وعضوا في مجلس الوزراء من عام 1391هـ إلى عام 1394هـ. ثم أحيل إلى التقاعد إلى أن عين رئيسا عاما لشؤون المسجد الحرام والمسجد النبوي بمرتبة وزير في ذي الحجة عام 1422 هـ.
في عام 1424هـ، اختاره خادم الحرمين الشريفين الملك عبد الله بن عبد العزيز عندما كان وليا للعهد رئيسا لمركز الملك عبد العزيز للحوار الوطني، وقد عقد المركز برئاسته لغاية اليوم خمس لقاءات وطنية للحوار الفكري آخرها كان بعنوان «نحن والآخر» وقد أقيم في أبها.
كان كذلك رئيسًا لجمعية هدية الحاج والمعتمر الخيرية ورئيسًا لجمعية الخيرية الصحية لرعاية المرضى (عناية)، ورئيسًا لمركز الملك عبد العزيز للحوار الوطني ورئيس الهيئة الشرعية في قناة المجد.
وللشيخ صالح الحصيِّن دور في التعليم العالي، من خلال عضويته في المجلس الأعلى لخمس جامعات سعودية.
كما أنه مهتم بالعمل الخيري والإنساني على المستوى المحلي والدولي، ولديه مشاركة فاعلة فيه خاصة من خلال عضويته في مؤسسة الوقف الإسلامي.

## تكريمه وجوائزه
تقديرًا لجهوده المتميزة في خدمة الإسلام والمسلمين فاز صالح بن عبد الرحمن الحصين بجائزة الملك فيصل العالمية في مجال خدمة الإسلام في دورتها التاسعة والعشرين، مناصفة مع الشيخ يوسف الحجى الكويتي الجنسية، وكان الأمير سلطان بن عبد العزيز ولي العهد ونائب رئيس مجلس الوزراء قد أعلن منحَ الشيخ صالح الحصيِّن الجائزة تقديرًا لدوره البارز في الدعوة الإسلامية وأعمال البر، والحرص على الوسطية في المجتمع الإسلامي. وله بحوث رصينة في مجال الاقتصاد الإسلامي، وقدرته على استيعاب تطورات الاقتصاد العالمي الحديث.

## وفاته
توفي الشيخ صالح الحصيِّن مساء السبت 24 جُمادى الآخرة 1434 هـ الموافق 4 مايو 2013 م، بعد تدهور حالته الصحية عن عمر يناهز 82 عامًا، وصُلي عليه بجامع الراجحي بالرياض بعد صلاة العصر ليوم الأحد الموافق 25 جمادى الآخرة 1434 هـ، ودفن جثمانه بمقبرة النسيم.